# Јужно побрђе (Шкотска)
Јужно побрђе је најјужнија и најређе насељена од три главнe географскe области копнене Шкотске (преостале две су „Централне низије” и „Висоравни”). Термин се користи како за описивање географског региона, тако и за означавање групе различитих венаца брда и планина унутар овог региона. Као претежно рурална и пољопривредна регија, Јужно побрђе је делимично пошумљено и садржи много подручја отворених мочвара - имена брда у овој области су у складу са овим карактеристикама.

## Геологија
Регион Јужног побрђа углавном се састоји од силурских седиментних наслага, таложених у океану Јапета у периоду од пре 500 до 400 милиона година. Ове стене потиснуте су са морског дна у акрециону призму током Каледонске орогенезе, пре отприлике 400 милиона година, када су се сударили континенти и терени Лаурентије, Балтике и Авалоније. Каледонска орогенеза добила је име по Каледонији, латинском називу за Шкотску. Међу стенама доминира слабо метаморфизована Граувака.